# Schalthaus
Ein Schalthaus ist ein Gebäude, in dem bestimmte elektrotechnische Anlagen untergebracht sind.

## Schalthäuser nach Verwendungszweck

### Schalthäuser in der elektrischen Energieversorgung (Stromnetz)
Im Stromnetz zur Versorgung mit elektrischer Energie dienen Schalthäuser zur Unterbringung von Schaltanlagen oder von Schaltwerken (Lastverteilwerken). Ab etwa 60 kV werden Schaltwerke aus Kostengründen meist als Freiluftanlage gebaut.
Schalthäuser werden in Kraftwerken oft getrennt vom Maschinenhaus errichtet, um die ein- und abgehenden Leitungen, insbesondere die Freileitungen, möglichst flexibel führen zu können.

### Schalthäuser in der Bahntechnik
Bei Bahnanlagen befinden sich in Schalthäusern elektrische Anlagen für Bahnübergänge oder für andere sicherheitstechnische oder fernmeldetechnische Anlagen. Diese bieten einen deutlich besseren Wetterschutz für die Anlagen als freistehende Schaltschränke, auch bei Unterhaltungs- und Entstörarbeiten. Bauformen sind achteckige oder rechteckige Betonhäuschen. Die Deutsche Reichsbahn errichtete insbesondere für Wegübergangssicherungsanlagen Fertigteilgaragen.

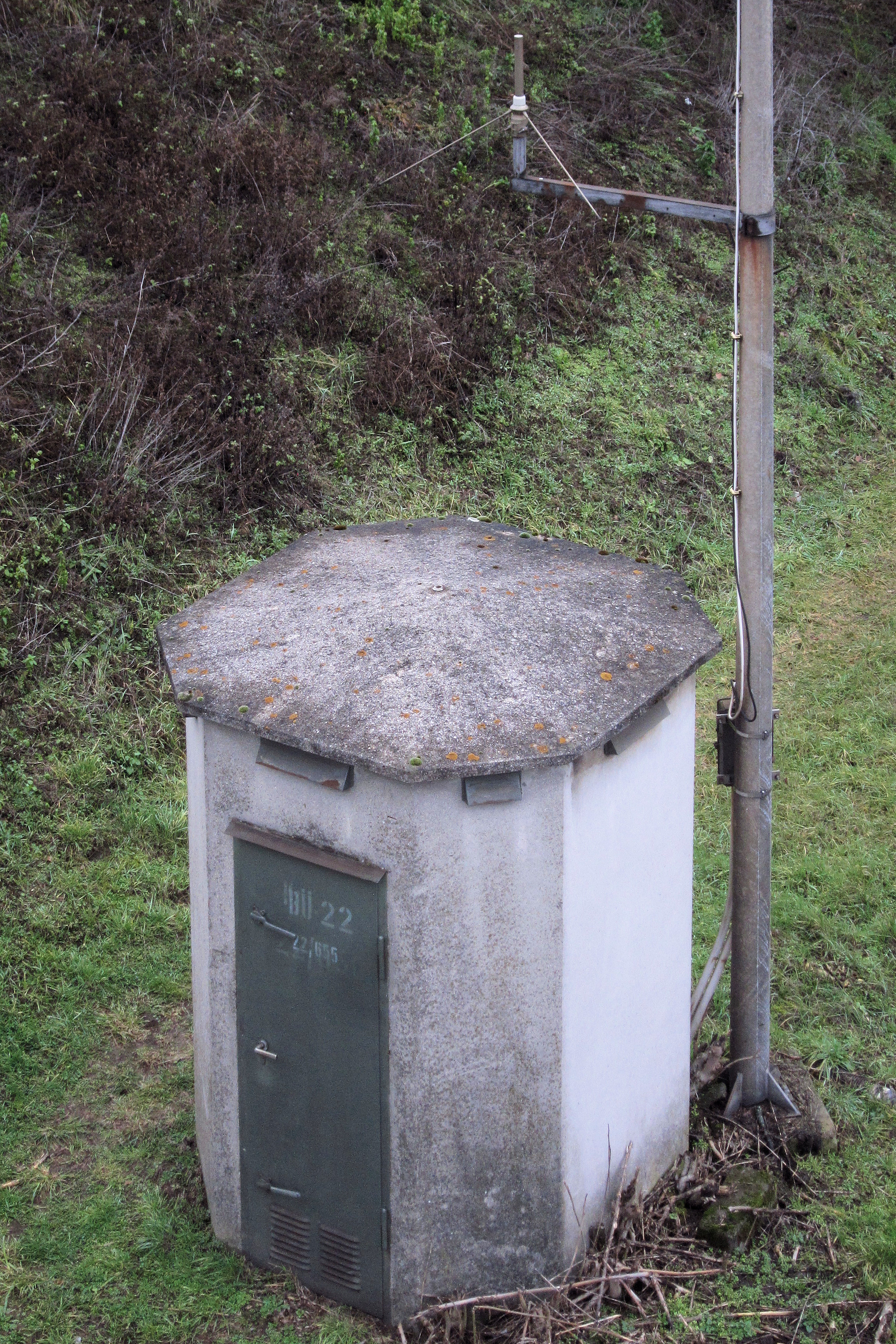
Achteckiges Schalthaus an der Main-Neckar-Bahn
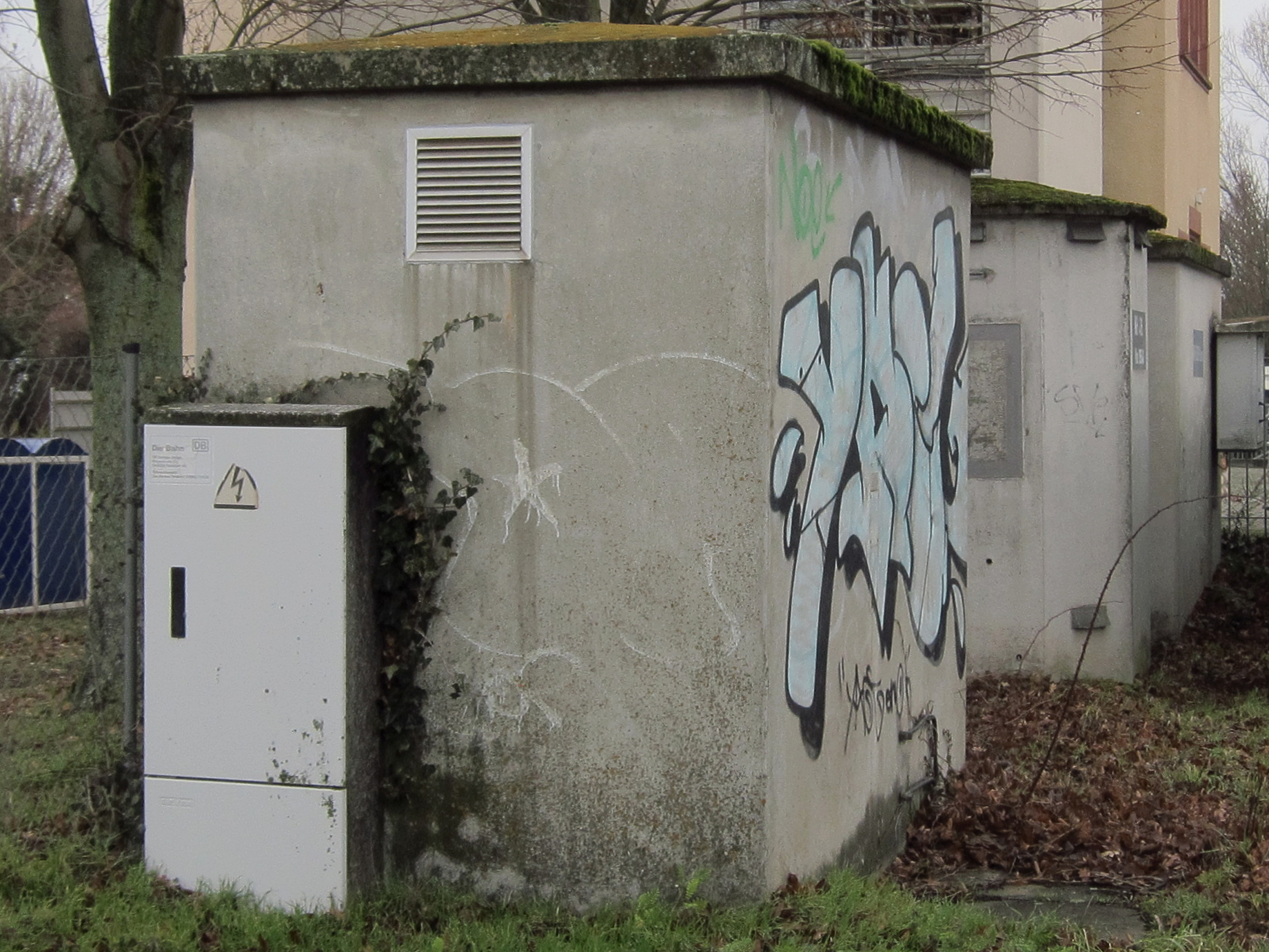
Schalthäuser in verschiedenen Bauformen
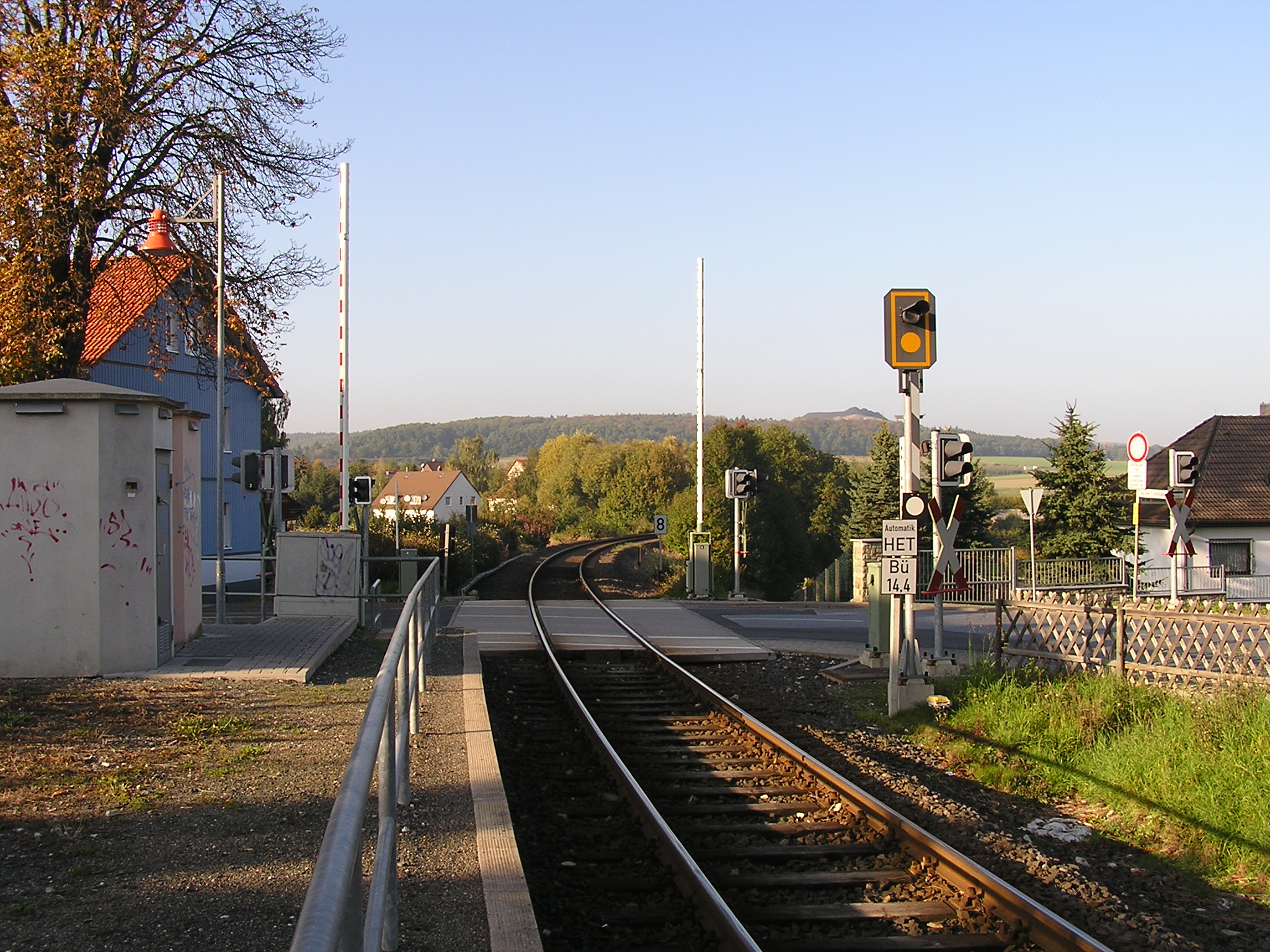
Achteckige Schalthäuser an einem Bahnübergang in Deutschland
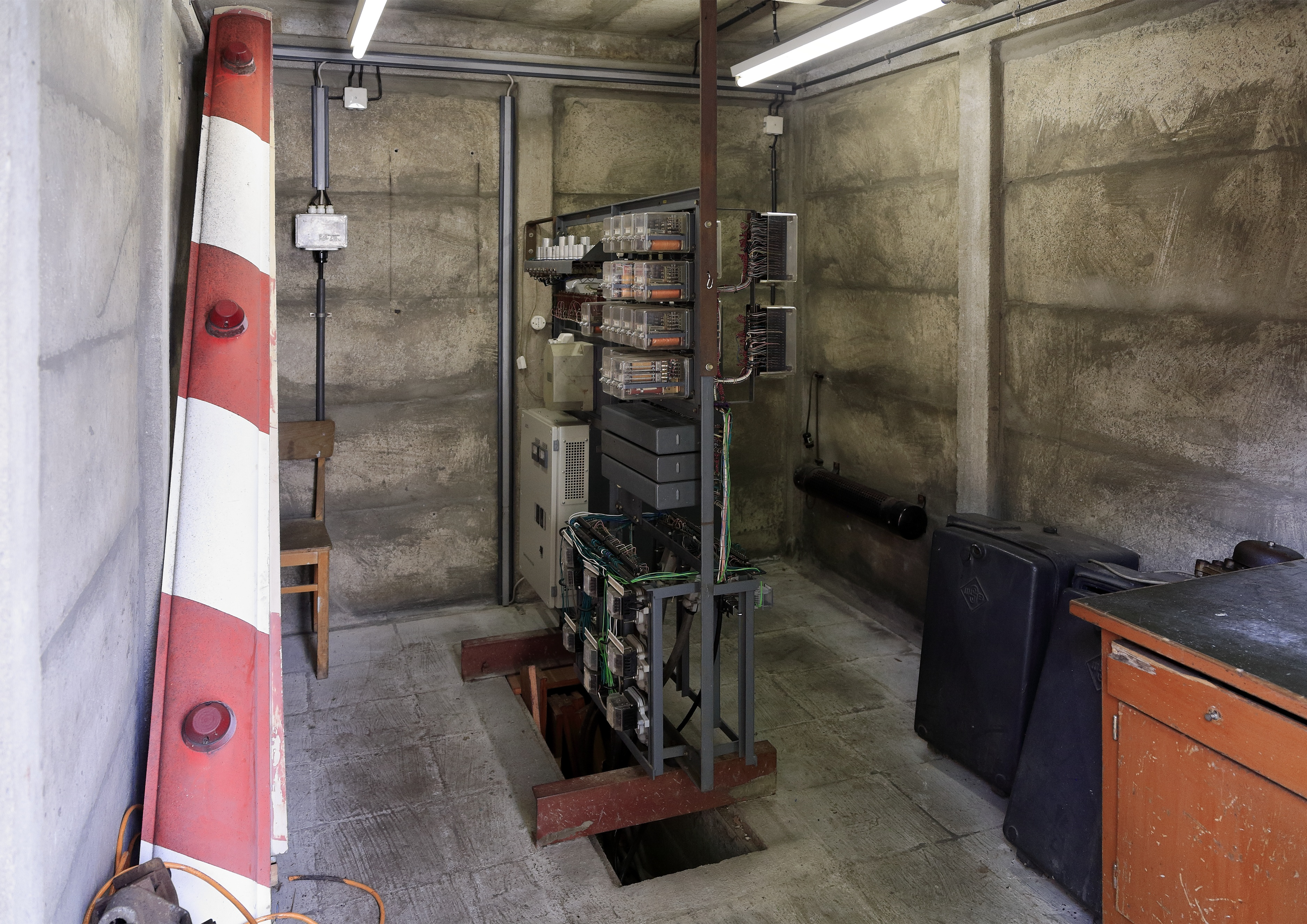
Innenansicht eines Halbschrankenschalthauses

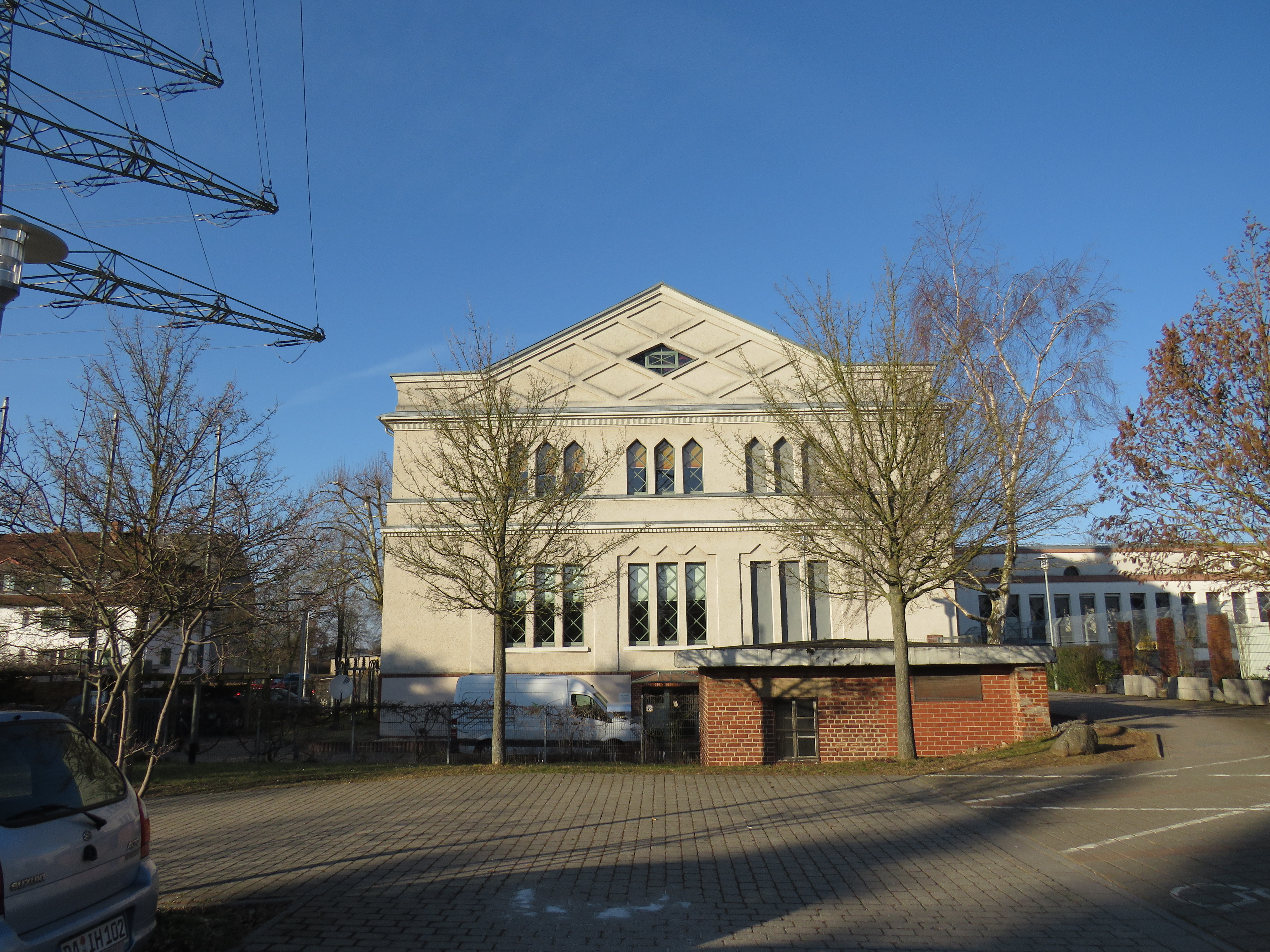
Altes Schalthaus in Darmstadt

## Nachnutzungen
Historische Schalthäuser stehen heute oft unter Denkmalschutz und werden nach Entkernung für andere Zwecke genutzt. Beispiele sind das Schalthaus im Dürener Ortsteil Merken und das ehemalige HEAG-Umspannwerk in Darmstadt.